# 梶野輝仁
梶野 輝仁（かじの てるひと、 - ）は、日本のシンガーソングライター、俳優。

## 出演

### テレビドラマ
- マチベン（2006年、NHK）
- ヤマトナデシコ七変化（2010年、TBS）
- インディゴの夜（2010年、フジテレビ）

### 映画
- Girls BOX ラバーズ☆ハイ（2007年、エースデュースエンタテインメント）
- 哀憑歌GUN-KYU（2008年、(株)GPミュージアムソフト）
- 14歳のハラワタ（2009年、トリウッド）- 奥田先生 役

### 舞台
- オールアクトカンパニー「夏の夜の夢」（2008年9月）
- オールアクトカンパニー「め組のひと」（2009年3月）
- オールアクトカンパニー「凛として…」（2009年10月）

### ラジオ番組
- 2010年- 「サウンドカフェ」（市原FM）

### LIVE
- The Party in Summer 2011 vol.1 VANITY LOUNGE：東京・六本木
- Healing Night RUIDO.K2：東京・渋谷
- SOLID YOUTH Glad（旧クラブエイジアP）：東京・渋谷
- STAR LIGHT HAZARD：東京・渋谷
- BREAK AWAY2周年 O-EAST：東京・渋谷
- NO BOARDER DUO：東京・渋谷
- BREAK GIRLS FESTIVAL O-EAST：東京・渋谷

### WEB
- メンズアヴィラ（あっ!とおどろく放送局、2011年2月27日）